# مونت ألبرت (كيبك)
مونت ألبرت (بالإنجليزية: Mont-Albert, Quebec)‏ هي unorganized area of Canada تقع في كندا في La Haute-Gaspésie. يقدر عدد سكانها بـ 204 نسمة ومساحتها 3,457.10 كم2 .